# Foxtrot (음반)
| 전문가 평가                   | 전문가 평가  |
| 평가 점수                     | 평가 점수    |
| 출처                          | 점수         |
| ----------------------------- | ------------ |
| AllMusic                      | [ 2 ]        |
| BBC Music                     | (favourable) |
| Christgau's Record Guide      | C            |
| The Rolling Stone Album Guide | [ 5 ]        |
| The Daily Vault               | A-           |

《Foxtrot》은 1972년 9월 15일, 카리스마 레코드에서 발매된 영국의 프로그레시브 록 밴드 제네시스의 네 번째 스튜디오 음반이다. 이 음반에는 그들의 가장 긴 곡인 23분짜리 서사시 〈Supper's Ready〉가 수록되어 있다.
이 음반은 이전 음반인 《Nursery Cryme》 (1971년)의 지원을 받아 발매된 음반으로, 링컨 그레이트 웨스턴 페스티벌에서 좋은 평가를 받는 등 인기를 얻었다. 이 음반은 1972년 여름 동안 작곡되었고, 이미 라이브로 연주된 곡들이 잼 세션으로 연주되었다. 녹음은 8월에 존 앤서니와 함께 시작되었지만, 세션은 긴장과 의견 불일치를 일으키기 쉽다. 짧은 이탈리아 투어 후에 데이브 히치콕이 생산 업무를 인계받으면서 세션이 재개되었다. 커버는 폴 와이트헤드가 디자인한 마지막 제네시스 작품으로 붉은 드레스를 입은 여우가 등장한다. 프런트맨 피터 가브리엘은 이 드레스를 입고 여우의 머리를 무대 위에 올려놓았는데, 이 투어는 언론의 관심을 모으고 그룹의 프로필을 크게 향상시켰다.
《Foxtrot》은 영국에서 차트 1위에 오른 첫 번째 제네시스 음반으로 12위에 올랐고, 대체로 긍정적인 평가를 받았고, 비음반 싱글 〈Happy The Man〉이 동시에 발매되었다. 이 음반은 계속해서 비판적인 찬사를 끌어들이고 있으며 2008년 《Genesis 1970-1975》 박스 세트의 일부로 새로운 스테레오와 5.1 서라운드 사운드 믹스로 재발매되었다.

## 배경
1971년 말까지 제네시스는 프런트 겸 가수 피터 가브리엘, 키보디스트 토니 뱅크스, 베이시스트 겸 기타리스트 마이크 러더퍼드, 기타리스트 스티브 해킷, 드러머 필 콜린스로 구성되었다. 그들은 영국에서 400여 개의 공연을 했지만 아직 상업적인 성공을 거두지 못했다. 하지만, 그들은 해외에서 인기를 얻기 시작했고, 그들의 1970년 음반 《Trespass》는 벨기에에서 1위를 차지했고, 1971년의 《Nursery Cryme》는 이탈리아에서 4위에 도달했다. 4월에 열린 이탈리아 투어에서 제네시스는 크고 열광적인 관중들을 상대로 공연을 했는데, 이 공연은 성공적인 투어 밴드로부터 관객들이 무엇을 기대할 수 있는지에 대한 새로운 아이디어를 주었다.
이 투어는 5월에 링컨에서 열린 그레이트 웨스턴 페스티벌에서 제네시스가 세트 공연을 하는 것을 본 것으로 결론지었다. 가브리엘은 보석으로 장식된 이집트 옷깃을 입고 검은 눈 화장을 한 채 나타나 머리 앞부분을 밀었던 적이 있어 언론의 주목을 받았다. 집으로 돌아오자마자 그 그룹은 새 스튜디오 음반을 위해 새로운 자료를 쓰고 리허설을 하는 데 전념했다. 해킷은 긴 투어로 인해 "공연히 산산조각이 났다"고 느낀 후 밴드를 떠날 것을 고려했지만, 그의 밴드 동료들은 그를 설득하여 그가 연주하는 것이 마음에 들었다고 안심시켰다.

## 곡 목록
모든 곡들은 토니 뱅크스, 필 콜린스, 피터 가브리엘, 스티브 해킷 그리고 마이크 러더퍼드에 의해 작사/작곡하였다.
| #  | 제목                                | 재생 시간 |
| -- | ----------------------------------- | --------- |
| 1. | 〈Watcher of the Skies〉            | 7:24      |
| 2. | 〈Time Table〉                      | 4:47      |
| 3. | 〈Get 'Em Out by Friday〉           | 8:38      |
| 4. | 〈Can-Utility and the Coastliners〉 | 5:48      |

| #  | 제목 | 재생 시간 |
| -- | --- | --------- |
| 1. | 〈Horizons〉 (기악) | 1:42      |
| 2. | 〈Supper's Ready〉 a. 〈Lover's Leap〉 b. 〈The Guaranteed Eternal Sanctuary Man〉 c. 〈Ikhnaton and Itsacon and Their Band of Merry Men〉 d. 〈How Dare I Be So Beautiful?〉 e. 〈Willow Farm〉 f. 〈Apocalypse in 9/8 (Co-Starring the Delicious Talents of Gabble Ratchet)〉 g. 〈As Sure as Eggs Is Eggs (Aching Men's Feet)〉 | 22:54     |

## 인증
| 국가                                                                                         | 인증 | 판매량/출하량 |
| -------------------------------------------------------------------------------------------- | ---- | ------------- |
| 프랑스 (SNEP)                                                                                | 골드 | 100,000*      |
| 영국 (BPI) original release                                                                  | 골드 | 100,000^      |
| 영국 (BPI) release of 2009                                                                   | 골드 | 100,000       |
| *판매량을 기반으로 한 인증 · ^출하량을 기반으로 한 인증 · 판매량+스트리밍을 기반으로 한 인증 |      |               |